# Heraclia fatima
Heraclia fatima là một loài bướm đêm trong họ Noctuidae.